# جائزة إيطاليا الكبرى 1962
جائزة إيطاليا الكبرى 1962 هو سباق فورمولا 1 أقيم بتاريخ 16 سبتمبر 1962 في حلبة مونزا، إيطاليا. كان السابع من أصل 9 في بطولة العالم لسباقات الفورمولا واحد موسم 1962. حلّ البريطاني غراهام هيل أولا بينما جاء الأمريكي ريتشي جينثر في المركز الثاني وحصل على المركز الثالث بروس ماكلارين.